# 대영중학교 (경북)
대영중학교(大榮中學校)는 대한민국 경상북도 영주시 휴천동에 있는 사립 중학교이다.

## 학교 연혁
- 1968년 10월 12일 : 학교법인 대영교육재단 설립 인가 (개교기념일) 초대 이사장 서광옥 선생 취임
- 1968년 12월 3일 : 대영중학교 설립(6학급) 인가 (영주시 휴천3동 411-1번지 소재, 현 현대대영아파트 자리)
- 1969년 3월 1일 : 초대 교장 권인길 선생 취임
- 1969년 3월 15일 : 대영중학교 제1회 입학식
- 1972년 1월 14일 : 대영중학교 제1회 졸업식(졸업생 143명)
- 1973년 1월 20일 : 학교신문 「대영」 창간호 발간
- 1976년 2월 14일 : 24학급으로 증설 인가
- 1983년 7월 9일 : 새 교사 신축 (영주시 휴천1동 1770번지 소재, 대영고 사용)
- 1991년 12월 21일 : 교사 이전 (영주시 휴천1동 1770번지 소재, 현위치)
- 2003년 2월 14일 : 교지 「대영」 창간호(2003) 발행
- 2003년 3월 28일 : 제3대 이사장 권무탁 선생 취임
- 2015년 3월 1일 : 교과교실제 선진형 학교 지정
- 2023년 1월 6일 : 제52회 졸업식
- 2023년 9월 1일 : 제16대 교장 권기홍 선생 취임

## 참고 자료
- 대영중학교 - 한국교육학술정보원 학교알리미